# Guido III da Polenta
Guido Lucio da Polenta (... – dicembre 1389) è stato un nobile italiano; fu signore di Ravenna dal 1359 alla morte.

## Biografia
Membro della famiglia da Polenta, tenne pacificamente il governo della città per 30 anni dopo la morte di suo padre, Bernardino I. Nel 1364 fu nominato vicario pontificio di Ravenna. Nel 1389 fu imprigionato dai suoi figli Bernardino, Ostasio, Obizzo, Aldobrandino, Azzo e Pietro, e morì in carcere.

## Discendenza
Guido sposò nel 1350 Elisa d'Este, figlia di Obizzo III d'Este, che gli diede tredici figli:
- Bernardino (?-1400), suo successore assieme al fratello Ostasio;
- Leta (Lisa) (?-1402), sposò Astorgio Manfredi;
- Ostasio (?-1396);
- Alda, sposò Niccolò Casali;
- Azzo (?-1394);
- Beatrice sposò Alberico da Barbiano;
- Obizzo (?-1431), signore di Ravenna;
- Aldobrandino (?-1406), co-signore di Ravenna;
- Anglico, religioso;
- Eletta sposò Francesco Gonzaga (figlio di Guido Gonzaga, signore di Mantova);
- Pietro (?-1403), uomo d'armi;
- Licinia (Sicinia), sposò Venanzio da Varano;
- Samaritana (?-1393 ca.), sposò Antonio della Scala, signore di Verona.

## Ascendenza
|                         |   |                      | Genitori                  |  |  | Nonni                |  |  | Bisnonni              |  |
|                         |   |                      |                           |  |  | Ostasio I da Polenta |  |  | Bernardino da Polenta |  |
|                         |   |                      |                           |  |  | Ostasio I da Polenta |  |  | Bernardino da Polenta |  |
|                         |   | Maddalena Malastesta |                           |  |  | Ostasio I da Polenta |  |  |                       |  |
| Bernardino I da Polenta |   |                      |                           |  |  | Ostasio I da Polenta |  |  |                       |  |
|                         |   | Lieta Argogliosi     | Marchese degli Argugliosi |  |  |                      |  |  |                       |  |
|                         |   | Lieta Argogliosi     | Marchese degli Argugliosi |  |  |                      |  |  |                       |  |
|                         |   | Lieta Argogliosi     | …                         |  |  |                      |  |  |                       |  |
| Guido III da Polenta    |   | Lieta Argogliosi     |                           |  |  |                      |  |  |                       |  |
|                         | … | …                    |                           |  |  |                      |  |  |                       |  |
|                         | … | …                    |                           |  |  |                      |  |  |                       |  |
|                         | … | …                    |                           |  |  |                      |  |  |                       |  |
| Maddalena Balbi         | … |                      |                           |  |  |                      |  |  |                       |  |
|                         |   | …                    | …                         |  |  |                      |  |  |                       |  |
|                         |   | …                    | …                         |  |  |                      |  |  |                       |  |
|                         |   | …                    | …                         |  |  |                      |  |  |                       |  |
|                         |   | …                    |                           |  |  |                      |  |  |                       |  |